# Magija (album)
Magija je osmi studijski album Jelene Karleuše. Izdao ga je City Records 22. veljače 2005. godine.

## Pozadina
U veljači 2004. godine, Jelena se natjecala na Beoviziji s pjesmom "Moli me" u nadi predstavljanja Srbije i Crne Gore na Euroviziji. Završila je na 11. mjestu od 28 kandidata te nije prošla na Evropesmu.
Kada je htjela izdati album, Jelena je u medijima bila zabranjena i imala je problem u pronalaženju izdavača. Album je izdao City Records na molbe Jeleninog prijatelja, Tahira Hasanovića.

## Popis pjesama
Tekstovi: Marina Tucaković. 
| Br. | Skladba                         | Trajanje |
| --- | ------------------------------- | -------- |
| 1.  | »Slatka mala«                   | 3:26     |
| 2.  | »Magija«                        | 4:28     |
| 3.  | »Nisi u pravu«                  | 3:27     |
| 4.  | »Da te nisam prevarila...«      | 3:07     |
| 5.  | »Ne smem da se zaljubim u tebe« | 3:44     |
| 6.  | »Upravo ostavljena«             | 3:47     |
| 7.  | »Ide maca oko tebe«             | 3:24     |
| 8.  | »Krađa«                         | 3:47     |
| 9.  | »Sve je dozvoljeno«             | 3:30     |
| 10. | »Moli me«                       | 3:00     |

Pjesma br. 5 duet je sa Sašom Matićem.

## Izdanja
| Regija             | Datum             | Format(i)  | Izdavač      |
| ------------------ | ----------------- | ---------- | ------------ |
| Srbija i Crna Gora | 22. veljače 2005. | CD, kaseta | City Records |